# Lama (flod)
 For alternative betydninger, se Lama. (Se også artikler, som begynder med Lama)
Lama (russisk: Лама, tr. Lama) er en flod i Moskva og Tver oblast i Rusland. Den er en biflod til Sjosja. Lama er 139 km lang, med et afvandingsareal på 2.330 km². Floden er tilfrosset fra november frem til månedsskiftet marts/april. Historisk set var floden en del af den vigtige vandvej mellem floderne Volga og Moskva. Byen Volokolamsk ligger ved bredden af Lama.

## Ekstern henvisning
- Wikimedia Commons har flere filer relateret til Lama (flod)

56°31′15.3″N 36°10′15.2″Ø / 56.520917°N 36.170889°Ø